# Авока (Нью-Йорк)
Авока (англ. Avoca) — місто (англ. town) в США, в окрузі Стубен штату Нью-Йорк. Населення — 1990 осіб (2020).

## Демографія
Згідно з переписом 2010 року, у місті мешкали 2264 особи в 886 домогосподарствах у складі 610 родин. Було 1069 помешкань
Расовий склад населення:
| - 97,2 % — білих - 0,5 % — чорних або афроамериканців - 0,4 % — корінних американців - 0,1 % — азіатів |

До двох чи більше рас належало 1,2 %. Частка іспаномовних становила 1,9 % від усіх жителів.
За віковим діапазоном населення розподілялося таким чином: 23,5 % — особи молодші 18 років, 61,7 % — особи у віці 18—64 років, 14,8 % — особи у віці 65 років та старші. Медіана віку мешканця становила 40,8 року. На 100 осіб жіночої статі у місті припадало 104,7 чоловіків;  на 100 жінок у віці від 18 років та старших — 104,2 чоловіків також старших 18 років.
Середній дохід на одне домашнє господарство  становив 55 699 доларів США (медіана — 45 152), а середній дохід на одну сім'ю — 67 476 доларів (медіана — 51 927). Медіана доходів становила 44 091 долар для чоловіків та 27 083 долари для жінок. За межею бідності перебувало 18,3 % осіб, у тому числі 24,0 % дітей у віці до 18 років та 4,5 % осіб у віці 65 років та старших.
Цивільне працевлаштоване населення становило 841 особа. Основні галузі зайнятості: освіта, охорона здоров'я та соціальна допомога — 19,0 %, виробництво — 16,9 %, роздрібна торгівля — 16,6 %.